# Zone inondable

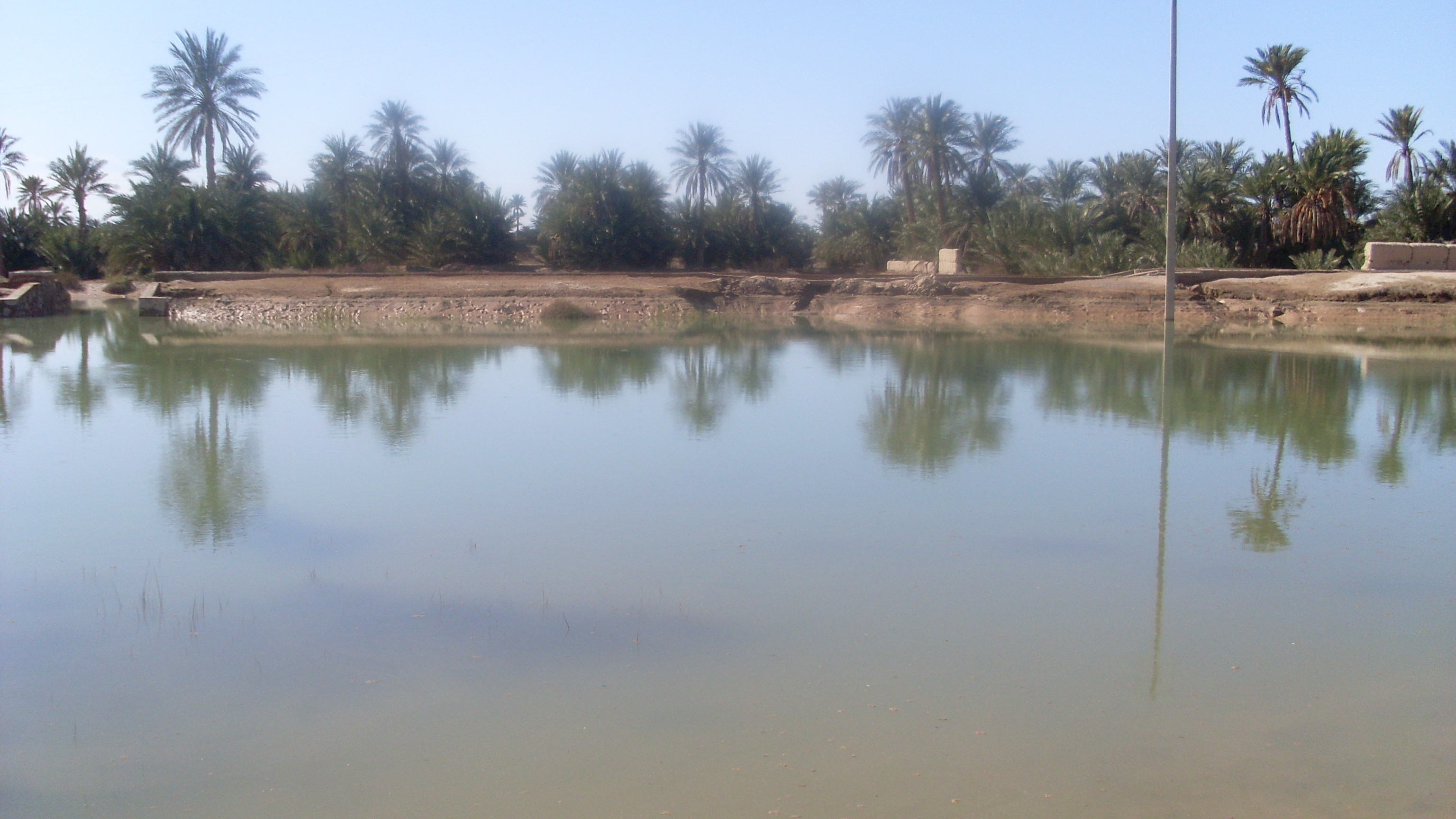
Une zone inondable

Une zone inondable (ZI), reprise également sous l'appellation de terrain inondable, est un lieu géographique délimité qui a été recouvert par les eaux lors d'une inondation. Les ZI sont liées à deux catégories de phénomènes : les inondations naturelles et les inondations dues aux activités humaines.
Des enjeux de sécurité publique, de sécurité des biens et personnes et d'environnement sont associés à ces zonages, qui sont souvent informatifs, n'interdisant que rarement la construction, qui se fait aux risques et périls des aménageurs et habitants.
Il existe des cas particuliers d'intrusions marines, comme dans les polders ou en zone d'exposition au risque de tsunami ou à plus long terme dans les zones vulnérables à la montée du niveau marin.

## Problématique
De nombreux sites (en France, notamment) comportent un risque d'inondation (ex : près d'une commune sur deux dans le Nord-Pas-de-Calais est concernée par ce risque ou celui d'une coulée de boue). Lors de crues exceptionnelles, les personnes qui occupent les locaux construits sur ces zones sont menacées.
Afin de limiter les dégâts, le gouvernement a créé des principes généraux de conception et de construction. Toute autorisation de construction ou d'extension de terrain doit pouvoir résister aux crues.
Cependant, ces principes sont encore bafoués. Les ventes de nombreux terrains, classés en zones inondables, persistent.
Les occupants de ces lieux inondables sont donc exposés à une simple gêne ou à de réels dangers.

## Définition

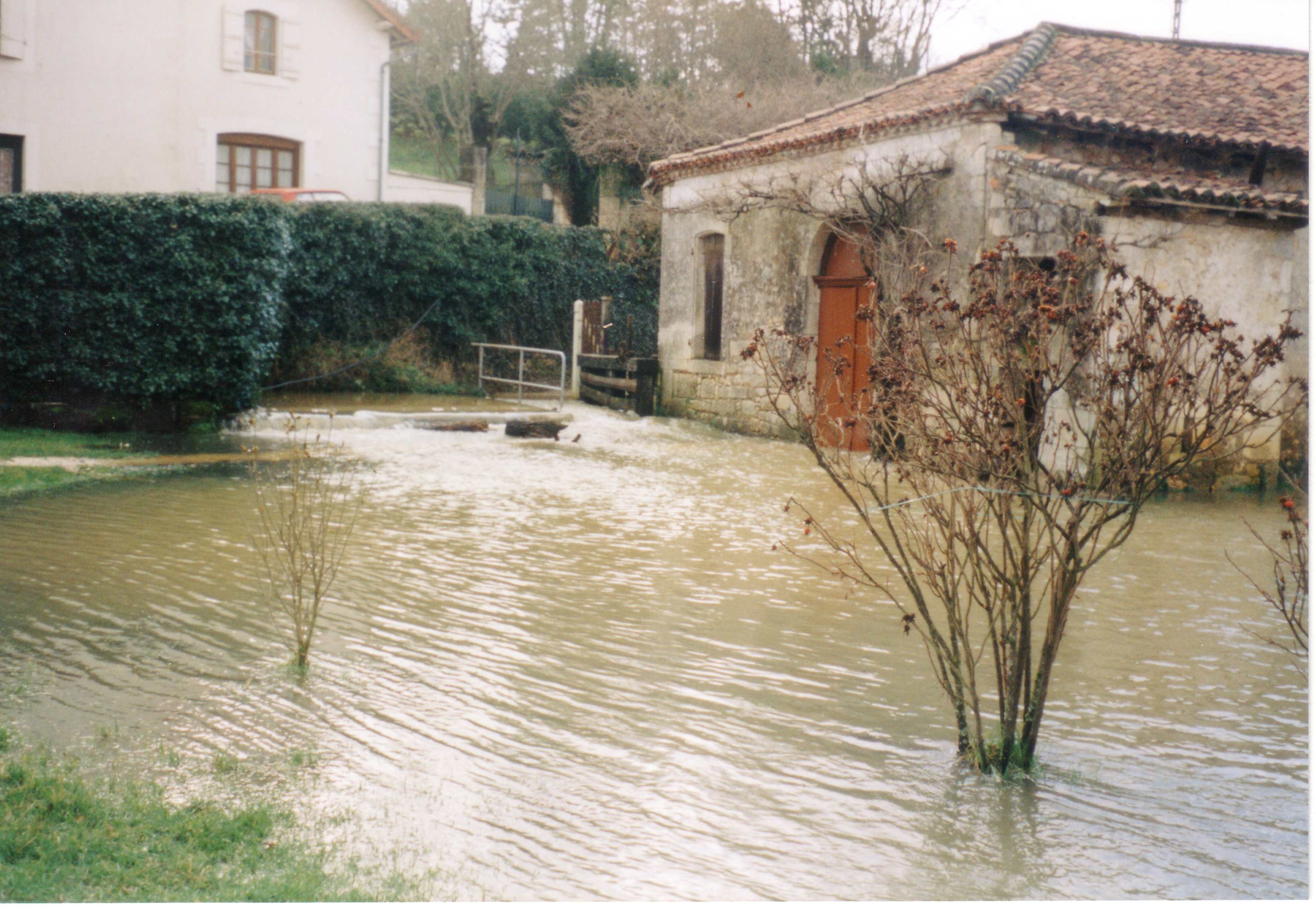
Inondation naturelle

Les zones inondables (Z.I) sont classées en deux catégories.
La première fait référence aux inondations naturelles, délimitées sur des surfaces où les eaux d'une rivière ou d'un fleuve ont déposé des résidus. Il s'agit du lit majeur du fleuve. La seconde correspond aux phénomènes exceptionnels qui peuvent se produire lors d’épisodes pluvieux importants. Ces inondations peuvent être liées à des obstacles d’origine anthropique, à des ruissellements pluviaux (agricole, urbain ou rural), des constructions dans le lit mineur ou majeur, ou à une sur-sédimentation.

## Indicateurs
Les inondations passées ou des modélisations d'inondations décennales ou centenales ou cincentennales sont possibles, sur la base des inondations antérieures, et en intégrant dans la mesure de possible les nouveaux facteurs de risque (imperméabilisation, sols dénudés, déforestation, changement climatique, etc.).
Des garanties relatives existent, et servent de référence à l'aménagement d'un terrain. D’une part (en France) le plan local d'urbanisme ou PLU. Consultable en mairie, ce document indique si le terrain est constructible. Il peut être accompagné d’un certificat d'urbanisme. D’autre part, les atlas des zones inondables et certaines cartographies des zones basses indiquent les zones à risque d'inondation et/ou à risque de submersion marine.

## En France
Quelques régions ont réalisé des inventaires précis des zones inondables. Il semble qu'en dépit de campagnes de sensibilisation du ministère de l'Environnement et des agences de l'eau et de certaines régions ou départements envers les collectivités locales et aménageurs, les constructions en zone inondable ou polders se poursuivent, avec plus ou moins de précaution. Par exemple, de 1999 à 2006, 46 000 habitants supplémentaires se sont installés en zone inondable, selon une note de l'Institut d’aménagement et d’urbanisme d’Île-de-France (IAU), ce sont 5,9 % de la population qui sont exposés.

Zones inondables à proximité d'Agde.

L'Institut national de la statistique et des études économiques indique qu'en Provence-Alpes-Côte d'Azur, les terrains naturellement inondables ne représentent que 10% de la surface régionale ; mais cette petite superficie a été urbanisée à 80 %. C'est dans ces zones à risque que l'on a concentré la population : on y trouve 303 habitants au km² contre 165 en moyenne dans la région. C'est même dans ces zones à risque que l'on a construit les plus grandes densités de logements : 24 % de logements de plus en moyenne par km² que dans les zones non dangereuses.
Dans le Var, touché fréquemment par des épisodes méditerranéens à l'origine de plusieurs catastrophes, 22 % des logements ont été construits en zone inondable (soit le double de la moyenne nationale). C'est aussi 22 % des emplacements de camping qui ont été créés en zone inondable. Près d'un emploi sur trois se trouve en zone inondable.